# 旺卡
《旺卡》（英語：Wonka）是一部2023年英美合拍歌舞奇幻片，由保羅·金執導並與西蒙·法納比編劇。該片是1971年電影《歡樂糖果屋》的前傳，改編自羅爾德·達爾的1964年小說《查理與巧克力工廠》，音樂劇類型的本片探索了「威利·旺卡」成立巧克力冒險工廠之前的旅程。主演陣容包括提摩西·夏勒梅、卡拉·蓮恩、基根-麥可·奇、派特森·約瑟夫、麥特·盧卡斯、馬修·貝恩頓、莎莉·霍金斯、羅溫·艾金森、吉姆·卡特、湯姆·戴維斯、奧莉薇雅·柯爾曼和休·葛蘭。
《旺卡》2023年12月15日在美國院線上映。電影獲得媒體與影評界正面為主的評價，製作、佈景、風格、配樂、提摩西·夏勒梅的演出表現尤其獲得好評。

## 劇情
電影專注於威利·旺卡開設世界上最著名的巧克力工廠之前，年輕時期的生活及其冒險經歷：年輕時期的旺卡乘船抵達歐洲一座無名城市，以實現他在美食畫廊開設巧克力店的夢想。他決定住在狡猾的史瓜比夫人和她的追隨者布里奇爾開的自助洗衣店，認識孤兒小麵。儘管小麵警告他要閱讀細則，但由於旺卡不識文字還是自願簽署了合約，這迫使他在住宿期間被敲竹槓支付過高的費用。自信的旺卡前往美食走廊出售能讓食用者飛起來的“飄浮巧克力”，結果被走廊的三位主要巧克力製造商——史拉格沃斯先生、普羅德諾斯先生和費克勒格魯伯先生譏笑他開發的商品，通報警察局長沒收他當天的收入。
由於無力支付房租，史瓜比夫人迫使旺卡到自助洗衣店工作 10,000 天來償還債務。他與被史瓜比夫人困住的其他人一起工作：小麵、會計師阿巴庫斯、水管工派柏、喜劇演員賴瑞和電話接線員洛蒂。曾经在史拉格沃斯工作过的阿巴庫斯說明史拉格沃斯先生、普羅德諾斯先生和費克勒格魯伯先生组成了“巧克力卡特爾”，合謀消滅其他競爭對手，并且在一個教堂下設有一個運營基地，由貪腐的朱利斯神父和他的“巧克力狂”僧侶經營，他們在那裡儲存了大量的巧克力。旺卡製定了一個計劃，讓布里奇爾和史瓜比夫人彼此相愛，使他和小麵能夠秘密離開自助洗衣店並開始出售他的巧克力；而小麵則教導旺卡學會識字閱讀。巧克力卡特爾利用警察局長對巧克力的熱愛來让其威脅旺卡離開小鎮。旺卡告訴小麵，他對巧克力的熱愛來自於他已故的母親，她在她去世前為他做了最後一塊巧克力。
有一天，旺卡意識到他的巧克力被一個跟踪他多年的神秘橘色男子偷走了，他和小麵前往當地動物園从長頸鹿阿比蓋爾身上擠奶来补充制作巧克力的原料。旺卡和小麵招募阿巴庫斯、派珀、賴瑞和洛蒂幫助他出售巧克力來償還債務和提高他們的知名度，同時躲避史瓜比夫人和警察局長。同時，旺卡抓住了盜走他的巧克力的竊賊，一隻名叫洛夫蒂的奧帕倫帕人。幾年前，旺卡在洛夫蒂的監視下從奧帕倫帕斯奪走了珍貴的可可豆，奧帕倫帕斯驅逐了洛夫蒂追捕旺卡以償還債務，洛夫蒂騙旺卡逃跑了。
旺卡的團隊賺到了足夠的錢，可以向興奮的人群開設他夢想中的巧克力店。然而，警察局長和巧克力卡特爾知道了旺卡的行動。他們收买史瓜比夫人，让她用“雪人的汗水”污染了售卖的巧克力，導致顧客的頭髮過度生長，皮膚變色，憤怒的人群摧毀了旺卡的商店作為報復。當團隊返回自助洗衣店時，卡特爾向旺卡揭露了自己是幕後黑手，並提出如果他離開小鎮並永遠停止製作巧克力，他們就會償還所有人的債務。旺卡接受了這個提議，並在當晚乘船離開。洛夫蒂與旺卡一起登上了船，激勵他返回城鎮反擊卡特爾，隨後兩人在意識到船即將爆炸後棄船而去。
債務還清後，阿巴庫斯、派珀、賴瑞和洛蒂被從自助洗衣店釋放，但史拉格沃斯付錢給史瓜比夫人，讓小麵被迫永遠留在裡面。旺卡和一行人救了小麵，旺卡告訴她，他推斷她是史拉格沃斯已故兄弟的女兒。當小麵被她的生母留給史拉格沃斯後，他意識到她可以挑戰他對家族財富的要求。史拉格沃斯把他的姪女賣給了史瓜比夫人，甚至向她的母親謊稱她已經死了。旺卡和團隊決定制定一個周密的計劃，透過阿巴庫斯先前在史拉格沃斯工作時發現的一本隐藏帳簿，揭發卡特爾的劣跡。
旺卡和小麵成功進入了基地，但还是被巧克力卡特爾发现，巧克力卡特爾迫使他們進入巧克力的儲藏室，打算用巧克力原浆淹死他們。旺卡讓他們給洛夫蒂一罐懸浮巧克力來償還他的債務，但卡特爾和朱利斯神父吃下了巧克力，洛夫蒂擊倒了朱利斯神父並救出了兩人。在外面對峙卡特爾和警察局長時，旺卡和小麵透過他們的帳簿向警察和公眾揭露了他們的行為，透過噴泉釋放了他們的巧克力儲備，其中摻有旺卡親自調製的配方，毀了他們的生意。由於懸浮巧克力的作用，卡特爾無法控制地懸浮，而警察局長被捕。人群透過品嚐旺卡的巧克力噴泉來慶祝。旺卡打開他母親製作的巧克力的包裝，發現一張金色的票劵，記載著他母親遺留的訊息，告訴他巧克力最好與人分享。最終旺卡與朋友們分享他母親的巧克力。
故事尾聲和片尾彩蛋交代了眾人的後續：旺卡幫助小麵和她的親生母親重逢，然後還清了他欠洛夫蒂的債務；旺卡還和洛夫蒂買下一座廢棄的城堡並開始建造一家工廠；阿巴庫斯如願和家人團圓；派柏回歸他喜歡的工作；回歸喜劇演員本職的賴瑞則在某場演出中和前妻破鏡重圓；洛蒂則回歸電話接線員的工作。至於史瓜比夫人和布里區，則因為被警方查獲先前故意在旺卡製造的巧克力投毒的證據而被移送法辦。

## 演員
- 提摩西·夏勒梅飾演威利·旺卡：電影主角，巧克力製造師、魔術師，為了實現開店夢想前往小鎮。
  - 柯林·歐布萊恩（Colin O'Brien）飾演年幼的威利·旺卡
- 卡拉·蓮恩（英语：Calah Lane）飾演小麵（Noodle）：被史瓜比夫人收養的孤兒，在史瓜比夫人經營的旅館工作，之後成為威利·旺卡的夥伴。实际上是亞瑟·斯拉華斯的侄女。
- 基根-麥可·奇飾演警察局長：熱愛吃巧克力。
- 派特森·約瑟夫（英语：Paterson Joseph）飾演亞瑟·斯洛華斯（Arthur Slugworth）：鎮上的巧克力製造商之一，威利·旺卡的競爭者。
- 麥特·盧卡斯飾演傑若·普諾斯（Prodnose）：鎮上的巧克力製造商之一，威利·旺卡的競爭者。
- 馬修·貝恩頓飾演菲利·菲克古柏（Ficklegruber）：鎮上的巧克力製造商之一，威利·旺卡的競爭者；上述三者都是聯合陷害旺卡的共犯結構。
- 莎莉·霍金斯飾演威利·旺卡之母
- 羅溫·艾金森飾演朱利斯神父（Father Julius）：鎮上教堂的主教，愛吃巧克力，被斯拉華斯收買。
- 吉姆·卡特（英语：Jim Carter (actor)）飾演：史瓜比夫人的洗衣工人之一，原本是會計師，之後成為威利·旺卡的夥伴。
- 湯姆·戴維斯（英语：Tom Davis (British actor)）飾演：史瓜比夫人的員工，負責監督其他洗衣工。
- 奧莉薇雅·柯爾曼飾演史瓜比夫人（Mrs. Scrubbit）：鎮上的酒吧兼民宿老闆娘，個性狡猾經常使用詐欺的手法欺騙旅客變成洗衣工。
- 休·葛蘭飾演洛夫蒂 / 橘色小人（Lofty / Orange Man）：歐帕倫普人（Oompa Loompa），經常偷竊威利·旺卡的巧克力。
- 娜塔莎·羅斯威爾飾演派柏·賓士（Piper Benz）：史瓜比夫人的洗衣工人之一，之後成為威利·旺卡的夥伴。
- 瑞奇·富爾切爾（英语：Rich Fulcher）飾演賴瑞·恰可沃斯（Larry Chucklesworth）：史瓜比夫人的洗衣工人之一，原本是喜劇演員，之後成為威利·旺卡的夥伴。
- 蘿基·塔克萊爾（英语：Rakhee Thakrar）飾演洛蒂·貝爾（Lottie Bell）：史瓜比夫人的洗衣工人之一，原本是電話接線生，之後成為威利·旺卡的夥伴。
- 寇布勒·霍爾德布魯克-史密斯（英语：Kobna Holdbrook-Smith）飾演艾費伯警官（Officer Attable）：負責阻止威利·旺卡銷售巧克力的警察之一。
- 西蒙·法納比（英语：Simon Farnaby）飾演巴索（Basil）：動物園管理員，威利·旺卡曾經多次進出動物園，均要想辦法解決門口管理員。
- 艾莉·懷特（英语：Ellie White）飾演關妮（Gwennie）：斯拉華斯地下祕密基地的大門守衛。
- 特蕾西·伊芙艾策尔（英语：Tracy Ifeachor）飾演桃樂西·史密斯（Dorothy Smith）：小麵之生母。
- 夏洛特·里奇（英语：Charlotte Ritchie）飾演芭芭拉（Barbara）
- 莫瑞·麥克阿瑟（英语：Murray McArthur）飾演船長
- 芙蕾亞·帕克（Freya Parker）飾演糖果小姐（Miss Bon Bon）：斯拉華斯的助理，負責支付賄賂用的巧克力。
- 提姆·菲奇漢（英语：Tim FitzHigham）飾演凶兆船（Sinister Ship）的船長

## 製作
2016年10月，華納兄弟獲得了羅爾德·達爾創作的1964年小說《查理與巧克力工廠》的角色威利·旺卡版權，並由製片人大衛·海曼和麥可·席格（Michael Siegel）共同開發改編電影。2018年2月，宣布該片由西蒙·里奇編劇，而保羅·金為執導電影進行洽談。同年，唐納·葛洛佛、雷恩·葛斯林和伊薩·米勒為出演主角威利·旺卡進行洽談。據透露，該片將作為1964年小說《查理與巧克力工廠》的前傳。2021年1月，確認由保羅·金執導電影，片名名為《旺卡》。5月，提摩西·夏勒梅加入演員陣容，飾演主角威利·旺卡，並由西蒙·法納比編劇。9月，基根-麥可·奇、莎莉·霍金斯、羅溫·艾金森、奧莉薇雅·柯爾曼、吉姆·卡特、馬修·貝恩頓、湯姆·戴維斯、西蒙·法納比、瑞奇·富爾切爾、寇布勒·霍爾德布魯克-史密斯、派特森·約瑟夫、卡拉·蓮恩、馬修·盧卡斯、柯林·歐布萊恩（Colin O’Brien）、娜塔莎·羅斯威爾、蘿基·塔克萊爾和艾莉·懷特、休·葛蘭加入演員陣容。

### 拍攝
主體拍攝於2021年9月在英國開始進行，西默斯·麥葛維擔任攝影師。拍攝地點在萊姆里傑斯以及華納兄弟利維斯登工作室進行。12月，麥葛維辭職，改由丁正勳接手。劇組在2021年12月及2月在牛津拍片。

## 發行
2023年12月6日《旺卡》在台灣院線上映，並且於2024年3月8日於串流平台HBO GO上架。
《旺卡》2023年12月15日在美國院線上映，此前曾定檔於2023年3月17日。

## 獎項與提名
| 年份 | 大獎                     | 獎項                                                               | 提名者                                                                    | 結果 | Ref.          |
| ---- | ------------------------ | ------------------------------------------------------------------ | ------------------------------------------------------------------------- | ---- | ------------- |
| 2023 | 第14屆好萊塢傳媒音樂大獎 | 最佳科幻、奇幻或恐怖電影原創歌曲                                   | 〈A World of Your Own〉— 尼爾·漢農、西蒙·法納比和保羅·金                  | 提名 | [ 24 ] [ 25 ] |
| 2023 | 第14屆好萊塢傳媒音樂大獎 | 最佳科幻、奇幻或恐怖電影原創歌曲                                   | 〈You've Never Had Chocolate Like This〉— 尼爾·漢農、西蒙·法納比和保羅·金 | 提名 | [ 24 ] [ 25 ] |
| 2023 | 第14屆好萊塢傳媒音樂大獎 | 最佳電影歌曲演出 Best Song – Onscreen Performance (Film)           | 提摩西·夏勒梅 —〈A World of Your Own〉                                    | 提名 | [ 24 ] [ 25 ] |
| 2023 | 第14屆好萊塢傳媒音樂大獎 | 最佳音樂電影、傳記片或音樂劇 Music Themed Film, Biopic, or Musical | 最佳音樂電影、傳記片或音樂劇 Music Themed Film, Biopic, or Musical        | 提名 | [ 24 ] [ 25 ] |
| 2024 | 第29屆評論家選擇電影獎   | 最佳年輕演員                                                       | 卡拉·蓮恩                                                                 | 提名 | [ 26 ]        |
| 2024 | 第29屆評論家選擇電影獎   | 最佳服裝設計                                                       | 林迪·海明                                                                 | 提名 | [ 26 ]        |
| 2024 | 第81屆金球獎             | 最佳音樂及喜劇類電影男主角                                         | 提摩西·夏勒梅                                                             | 提名 | [ 27 ] [ 28 ] |

## 迴響

### 評價
本片獲得了多數正面的評價。爛番茄根據325條評論，本片得到新鮮度82%，均分7.2／10，觀眾的好評度達84%，均分4.2／5。在Metacritic上根據64條評論而獲得66分。

### 票房
| 上一届： 《年少日記》                       | 2023年香港一週票房冠軍 第49-50週 | 下一届： 《水行俠與失落王國》 |
| 上一届： 《年少日記》                       | 2023年香港週末票房冠軍 第50-51週 | 下一届： 《水行俠 失落王國》  |
| 上一届： 《富都青年》                       | 2023年台北週末票房冠軍 第49-50週 | 下一届： 《水行俠 失落王國》  |
| 上一届： 《飛翔吧！埼玉～來自琵琶湖的愛～》 | 2023年日本週末票房冠軍 第49週    | 下一届： 《星願》             |
| 上一届： 《蒼鷺與少年》                     | 2023年美國週末票房冠軍 第50週    | 下一届： 《水行俠 失落王國》  |
| 上一届： 《水行俠 失落王國》                | 2023年美國週末票房冠軍 第52週    | 下一届： 《旺卡》             |
| 上一届： 《旺卡》                           | 2024年美國週末票房冠軍 第1週     | 下一届： 《辣妹過招》         |
| 上一届： 《金派特工隊》                     | 2024年韓國週末票房冠軍 第5-7週   | 下一届： 《破墓》             |

## 備註
1. ↑  西默斯·麥葛維原為本片的攝影指導[1]，但他在拍攝途中退出，改由丁正勳替補，該職位僅由丁正勳掛名[2]。

## 外部連結
- 旺卡的Instagram帳戶
- 互联网电影数据库（IMDb）上《旺卡》的资料（英文）
- Box Office Mojo上《旺卡》的资料（英文）
- AllMovie上《旺卡》的资料（英文）
- Metacritic上《旺卡》的資料（英文）
- 爛番茄上《旺卡》的資料（英文）
- 開眼電影網上《旺卡》的資料（繁體中文）
- 时光网上《旺卡》的資料（简体中文）
- 豆瓣电影上《旺卡》的資料 （简体中文）